# Sofia Isella
 (juillet 2025).
Sofia Isella Miranda, née le 29 janvier 2005, plus connue sous le nom de Sofia Isella (stylisé en SOFIA ISELLA ), est une auteure-compositrice-interprète et productrice de musique américaine. 
Depuis le début de sa carrière, elle a réalisé trois EPs, en 2020, 2024 et 2025. Après avoir gagné en popularité sur TikTok, elle s'est notamment produite en première partie de concert pour Melanie Martinez, Tom Odell, Taylor Swift et Glass Animals. Le style d'Isella contient des éléments de musique alternative, gothique et indépendante et les thèmes abordés dans ses chansons se concentrent fréquemment sur l'autonomisation des femmes.

## Enfance
Sofia Isella Miranda est née à Los Angeles, en Californie, le 29 janvier 2005. Elle est la fille  du cinéaste chilien-américain Claudio Miranda et de l'écrivain Kelli Bean,. Elle commence à jouer du violon à l'âge de trois ans et écrit ses premières paroles de chanson à huit ans. La famille de Sofia déménage fréquemment au cours de son enfance (Taïwan, Canada, Louisiane…)pour finalement s'installer à Burleigh Heads, dans le Queensland, en 2020. La famille est retournée à Los Angeles depuis la mi-2024.

## Carrière
Le premier EP d'Isella, "I'm Not Yours", sort en 2020 et se compose principalement de chansons écrites lorsqu'elle avait 14 et 15 ans. Après avoir gagné en popularité sur TikTok, Sofia assure la première partie des concerts de Melanie Martinez et Tom Odell fin 2023 et début 2024. En mai et juin 2024, elle ouvre pour la tournée Trilogy de Martinez. Deux mois plus tard, elle est en première partie de la tournée Eras de Taylor Swift,,.
Sofia Isella sort son deuxième EP, "I Can Be Your Mother", le 6 septembre 2024,. Elle entame alors une tournée californienne plus tard ce mois-là et commence ensuite sa première tournée mondiale en avril 2025. Son troisième EP, "I'm camera." sort en mai 2025,.

## Style et influences
Le style musical de Sofia Isella a été décrit comme alternatif,  gothique, et indie,. Ses chansons se concentrent fréquemment sur les thèmes de l'autonomisation des femmes. Elle a cité Trent Reznor, Beck, Taylor Swift, Sylvia Plath, Margaret Atwood, Mona Awad et Anne Sexton comme ses principales influences,.

## Discographie
EPs
| Titre                | Détails                                                                                      |
| -------------------- | -------------------------------------------------------------------------------------------- |
| I’m Not Yours        | - Date de sortie: 6 Novembre 2020 - Label: Auto-produit - Format: Téléchargement, streaming  |
| I Can Be Your Mother | - Date de sortie: 6 Septembre 2024 - Label: Auto-produit - Format: Téléchargement, streaming |
| I’m camera.          | - Date de sortie: 23 mai 2025 - Label: Auto-produit - Format: Téléchargement, streaming      |

### Singles
| Titre                                          | Année | Album/EP             |
| ---------------------------------------------- | ----- | -------------------- |
| « Rainbow Rocket Ride »                        | 2022  |                      |
| « All of Human Knowledge Made Us Dumb »        | 2022  |                      |
| « Us and Pigs »                                | 2023  |                      |
| « I Looked the Future in the Eyes, It’s Mine » | 2023  |                      |
| « Hot Gum »                                    | 2023  |                      |
| « Everybody Supports Women »                   | 2023  |                      |
| « Cacao and Cocaine                            | 2024  | I Can Be Your Mother |
| « Unattractive »                               | 2024  | I Can Be Your Mother |
| « Sex Concept »                                | 2024  | I Can Be Your Mother |
| « The Doll People »                            | 2024  | I Can Be Your Mother |
| « Dog’s Dinner »                               | 2025  | I’m camera.          |
| « Josephine »                                  | 2025  | I’m camera.          |
| « Crowd Caffeine »                             | 2025  | I’m camera.          |